# 居文君

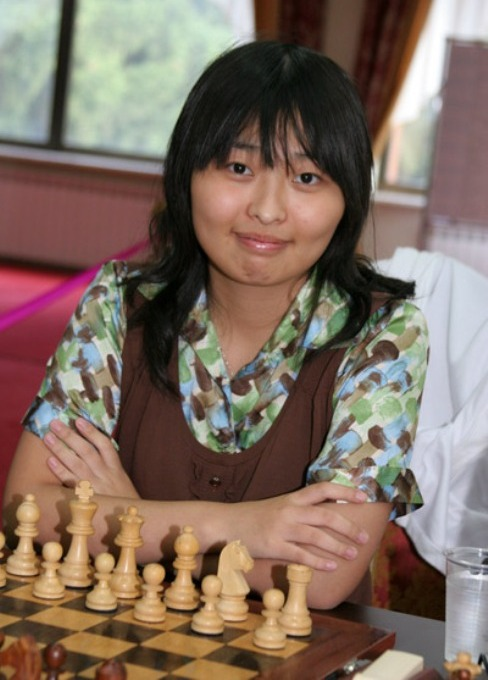
2008年

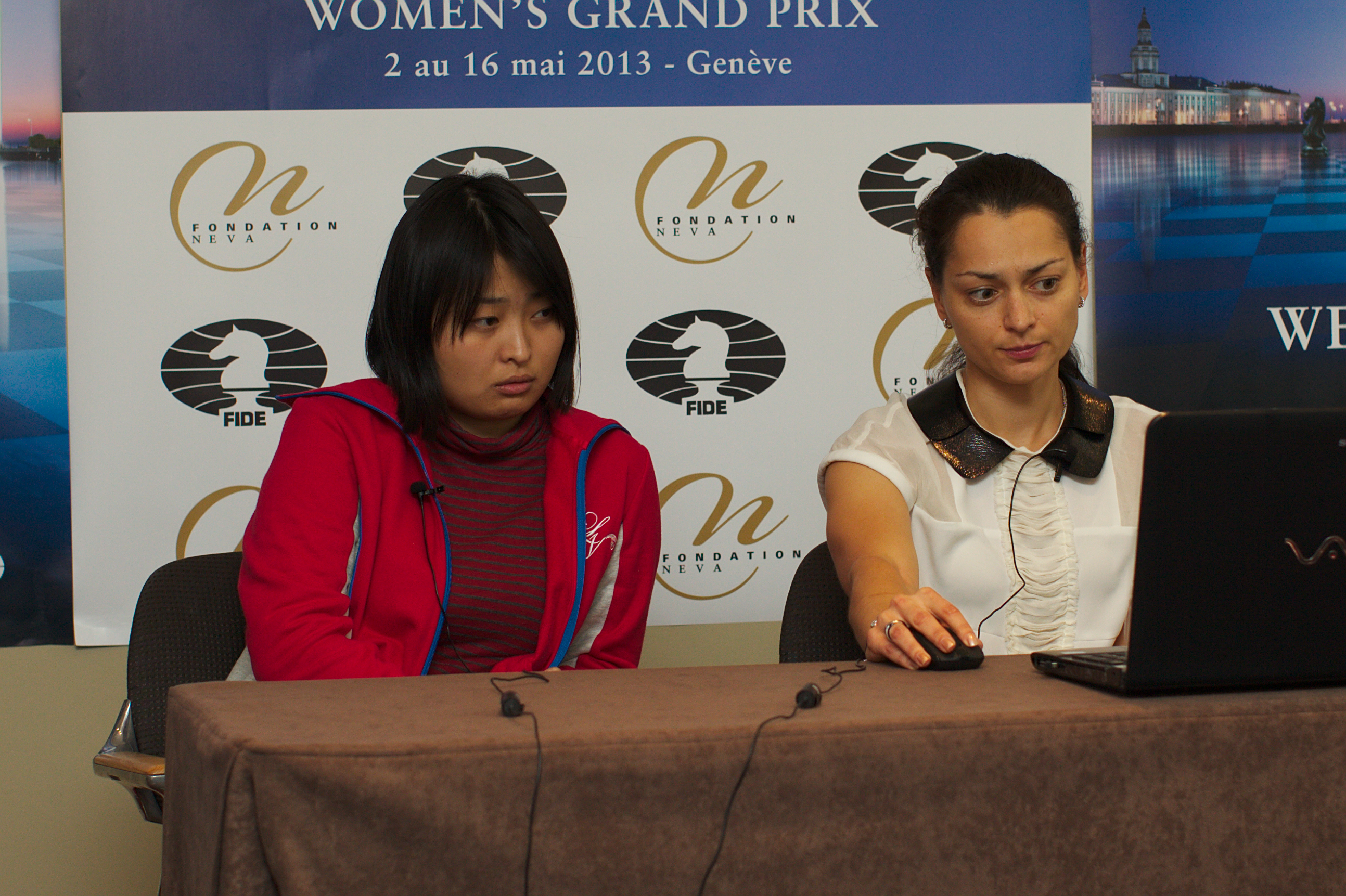
2013年，居文君與亞歷山德拉·科斯堅紐克出席記者會

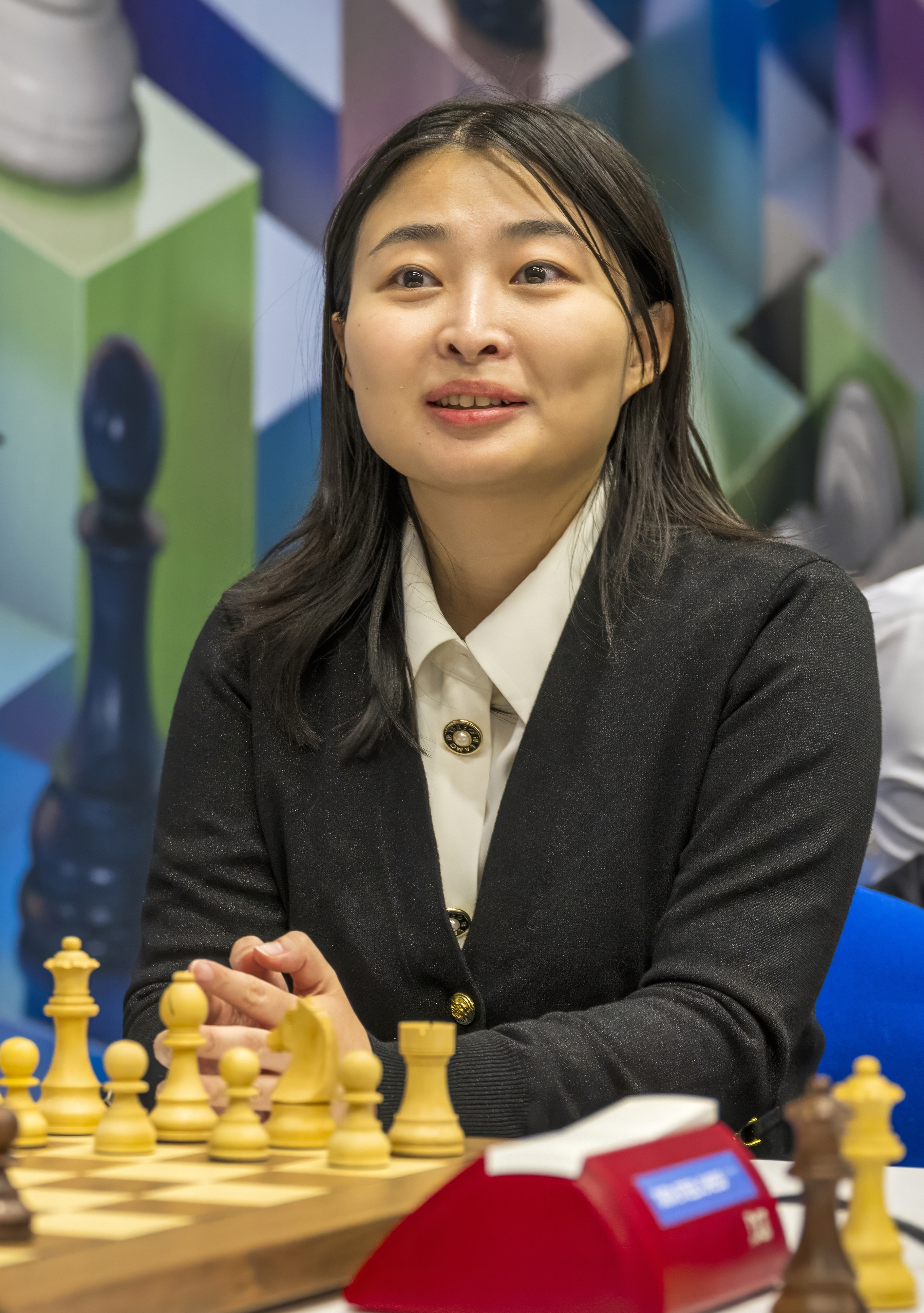
2024年

居文君（1991年1月31日—），上海人，中國女子西洋棋選手，目前代表上海建橋學院國際象棋隊參加中國國際象棋聯賽。她已獲得世界西洋棋聯合會（FIDE）的特级大师頭銜。

## 生平
2004年12月，在黎巴嫩貝魯特舉行的亞洲女子西洋棋錦標賽中，以年僅13歲的年紀便獲得佳績。2007年10月，於中國天津舉辦的中國女子3.5分級賽事中得到殿軍。
2008年，她參加了世界女子西洋棋錦標賽，於第一輪擊敗塞爾維亞選手娜塔莎·博伊克维奇，不過第二輪不敵第四種子安托阿内塔·斯坦芳诺娃而淘汰。兩年之後成績更上一層樓，進步至晉級半準決賽。
2010年6月她獲得中國女子國際象棋錦標賽冠軍。2011年7月，於2011年中國杭州國際象棋女子特級大師賽擊敗前世界冠軍諸宸，得到冠軍。
2011年10月，FIDE女子大獎賽巡迴至俄羅斯納爾奇克舉行，最終僅落敗於侯逸凡，獲得亞軍。
2018年5月，在国际象棋女子世界冠军争夺战中战胜谭中怡，获得棋后称号。2018年11月23日，在女子国际象棋世锦赛决赛中3:1战胜俄罗斯名将叶卡捷琳娜·拉格诺，再度夺冠。
2020年1月24日，居文君在2020年女子国际象棋世界冠军对抗赛上擊敗俄罗斯棋手亚历山德拉·戈尔亚齐金娜奪冠。
目前她的FIDE總排名為第402名，女子排名2。（2018年11月）

## 外部連結
- 居文君－在ChessGames.com的棋手檔案

| 前任： 沈陽   | 中国国际象棋女子冠军 2010年 | 繼任： 章曉雯 |
| 前任： 丁亦昕 | 中国国际象棋女子冠军 2014年 | 繼任： 谭中怡 |
| 前任： 谭中怡 | 女子国际象棋世界冠军 2018年 | 繼任： '      |